# 維德角裔聖多美和普林西比人
根據美國中央情報局世界概況2013年估計，聖多美和普林西比共有居民186,817人。其中佛得角人及其後裔約有3,000人，佔總人口的5%左右，佔普林西比島6,000人口的一半以上。

## 歷史
聖多美於15世紀70年代被葡萄牙探險家發現，隨後成為奴隸港口。1875年廢除奴隸制後，葡萄牙開始招募來自安哥拉、莫三比克、佛得角和葡萄牙帝國其他地區的合約工。這些勞動者被稱為「serviçais」。因此，大多數佛得角國民被帶到聖多美充當勞務人員。這些合約工在島國出生的子女被稱為「tongas」。在普林西比島，服務工人和tongas已在政府劃撥的土地上永久定居。1975年獨立後，大部分佛得角人返回佛得角。歌曲《Sodade》描述的就是這些人。